# Ire Works
Ire Works (с англ. — «Ярость Работает») — третий студийный альбом американской маткор-группы The Dillinger Escape Plan, вышедший 5 ноября 2007 года в Великобритании и 13 ноября 2007 года в США, и 28 ноября в Японии на лейбле Relapse. В 2008 альбом издавался в России под лейблом Irond (как и предыдущий Miss Machine). Ire Works — первый и последний альбом с участием барабанщика Гила Шарона. Также это последний выпущенный релиз с лейбла Relapse. До этого в группе был Крис Пенни, который выпустил с группой дебютный Calculating Infinity и Miss Machine, после чего, в середине 2007 года покинул проект. Бен Вайнман исполняет роль гитары один, так как второй гитарист Брайан Бенуа получил серьёзную травму.
Альбом описывают как маткор, пост-хардкор и металкор, включая в себя широкий спектр влияний, к примеру электронную музыку.
Альбом был критически успешным, дебютировав в Billboard 200 под номером 142 с 7000 проданными копиями в первую неделю, но позже был исправлено, когда выяснилось, что Relapse каким-то образом пропустила продажи предрелизного альбома, которые составили в первую неделю около 11 000. На запись вокала был приглашен Димитрий Минакакис, бывший вокалист группы (в «Fix Your Face») и Брент Хайндс из Mastodon (в «Horse Hunter»).

## Предыстория и запись
После высоких рейтингов предыдущего Miss Machine, группа приступила к записи нового материала. Однако барабанщик Крис Пенни покинул группу, чтобы присоединиться к Coheed and Cambria в качестве постоянного барабанщика группы, после ухода их бывшего барабанщика. После этого, группа пригласила Гила Шарона, чтобы записать все барабанные партии.
Во время туров в поддержку Miss Machine, у гитариста Брайана Бенуа развилось повреждение нерва в левой руке, и он был вынужден покинуть группу. Вместо того, чтобы пригласить нового гитариста, Бен Вайнман сыграл все гитарные партии к альбому сам. Позже, Джефф Таттл был приглашен в качестве гастролирующего гитариста группы. Группа снова наняла Стива Эветтса в качестве продюсера. Бывший вокалист Дмитрий Минакакис исполняет вокал на треке Fix Your Face, после чего много раз выступал на сцене с группой.
Обложка и наполнение альбома создал Шелби Синка из Frodus и Decahedron. Он был выбран группой за его визуальное восприятие под влиянием научной фантастики и футуризма. Иллюстрация также является тонкой ссылкой на Таксономию Блума, как URL-адрес, указывающий на "ireworks.net " написано мелким, почти скрытым текстом на официальном лирике альбома. Треугольник в альбоме содержит те же основные цвета, что и в таксономии пирамиды обучения Блума, хотя в реальных иллюстрациях используются градиенты, а не разные уровни затенения.
С альбома вышли 2 клипа, а именно на песни Milk Lizard и на Black Bubblegum. Milk Lizard является одной из самых популярных песен у группы.

## Оценки критиков
Альбом был высоко оценен. В январском выпуске Revolver за 2008 год, где они назвали 20 лучших альбомов 2007 года, Ire Works был на втором месте. Он занял то же самое место в 20 лучших альбомов журнала Kerrang! 2007 года выпуска. Майк Портной назвал этот альбом одним из своих любимых альбомов 2007 года на своей официальной веб-странице.
| Совокупная оценка   | Совокупная оценка                   |
| Источник            | Оценка                              |
| ------------------- | ----------------------------------- |
| Metacritic          | 84/100                              |
| Оценки критиков     |                                     |
| Источник            | Оценка                              |
| AllMusic            | [ 12 ]                              |
| The A.V. Club       | A−                                  |
| Chronicles of Chaos | 9/10                                |
| Decibel             | [ 15 ]                              |
| Drowned in Sound    | 8/10                                |
| Kerrang!            | 5/5                                 |
| NME                 | [ 18 ] [ уточнить ссылку 1382 дня ] |
| Pitchfork           | 8.0/10                              |
| PopMatters          | 9/10                                |

## Список композиций
| №                   | Название                                        | Длительность |
| ------------------- | ----------------------------------------------- | ------------ |
| 1.                  | «Fix Your Face» (с участием Дмитрия Минакикиса) | 2:41         |
| 2.                  | «Lurch»                                         | 2:03         |
| 3.                  | «Black Bubblegum»                               | 4:04         |
| 4.                  | «Sick On Sunday»                                | 2:10         |
| 5.                  | «When Acting as a Particle»                     | 1:23         |
| 6.                  | «Nong Eye Gong»                                 | 1:16         |
| 7.                  | «When Acting as a Wave»                         | 1:33         |
| 8.                  | «82588»                                         | 1:56         |
| 9.                  | «Milk Lizard»                                   | 3:55         |
| 10.                 | «Party Smasher»                                 | 1:56         |
| 11.                 | «Dead as History»                               | 5:29         |
| 12.                 | «Horse Hunter» (С участием Брента Хайндса)      | 3:11         |
| 13.                 | «Mouth of Ghosts»                               | 6:49         |
| Общая длительность: | Общая длительность:                             | 38:26        |

## Участники записи
- Грег Пучиато — вокал
- Бен Вайнман — гитара, пианино, музыкальное программирование, звуковой дизайн, бэк-вокал
- Лайам Уилсон — бас-гитара
- Джил Шэрон — барабаны, перкуссия

### При участии
- Дмитрий Минакакис — бэк-вокал на Fix Your Face
- Брент Хайндс — бэк-вокал на Horse Hunter
- Стив Эветтс — продюсирование
- Стив Райан — помощник инженера
- Алан Доучес — мастеринг
- Шелби Синка — дизайн альбома
- Крейг Демел — скрипка
- Робин Рейнодс — виолончель
- Фил Уильямс — перкуссия
- Али Табатабай — перкуссия, музыкальная пила
- Мэтт Лупо — труба на Milk Lizard